# Mercury Prize
O Mercury Prize, anteriormente chamado de Mercury Music Prize, é um prêmio anual de música concedido ao melhor álbum do Reino Unido e Irlanda. Foi estabelecido pela British Phonographic Industry e a British Association of Record Dealers em 1992, como uma alternativa para os Brit Awards. O prêmio foi originalmente patrocinado pela Mercury Communications, uma marca de propriedade da Cable & Wireless, a partir do qual o prêmio recebeu o seu nome. Os patrocinadores incluem: a Technics, entre 1998 a 2001, a Panasonic, em 2002 e 2003, a Nationwide Building Society, de 2004 a 2008, a Barclaycard, de 2009 a 2014, a BBC em 2015, a Hyundai de 2016 a 2021 e a Free Now de 2022 a 2024. 
As indicações são escolhidas por um painel de músicos, executivos da música, jornalistas e outras figuras da indústria da música no Reino Unido e Irlanda - os nomes são anunciados em julho. A apresentação do prêmio ocorre geralmente em setembro.  É frequentemente observado que as bandas cujos álbuns são nomeados, ou ganham o prêmio, presenciam um grande aumento nas vendas de seus álbuns, principalmente para nomeados menos conhecidos. No entanto, apesar de ser considerado por muitos músicos como de grande prestígio, para outros ter um álbum nomeado pode ser uma maldição sobre sua carreira na música.
O vencedor do prêmio de 1994 foi Slumming pelo grupo pop M People, uma decisão controversa considerando que a lista incluía dos álbuns populares de figuras da Britpop, como Paul Weller, Blur ou Pulp, ou a banda eletrônica The Prodigy .Outros críticos de música afirmaram que o prêmio de 2005 não deveria ter sido dado a Antony and the Johnsons, para o seu álbum  I Am a Bird Now, pois, apesar de sua origem britânica, a banda tinha sede nos Estados Unidos. Em 2006, o álbum Ballad of the Broken Seas, de Isobel Campbell com Mark Lanegan, foi incluído na lista, apesar de Lanegan ser americano, enquanto o Guillemots, que também foi indicado, contêm membros com origem no Brasil e no Canadá. Artistas clássicos que tiveram álbuns seus nomeados incluíram Sir John Tavener, Sir Peter Maxwell Davies, Gavin Bryars e Maw Nicholas .
Até hoje, PJ Harvey é a única artista a ter ganho o prêmio em mais de uma ocasião (em 2001 e 2011). Ela também foi a primeira artista feminina solo a receber o prêmio. O Radiohead foi quem mais indicações recebeu (cinco, no total), embora nunca tenha ganho o Mercury Prize.

## Vencedores e Nomeados
| Ano  | Vencedor                                                       | Nomeados | Ref(s) |
| 1992 | Primal Scream – Screamadelica                                  | - Barry Adamson – Soul Murder - Jah Wobble – Rising Above Bedlam - The Jesus and Mary Chain – Honey's Dead - Bheki Mseleku – Celebration - Saint Etienne – Foxbase Alpha - Simply Red – Stars - U2 – Achtung Baby - John Tavener & Steven Isserlis –The Protecting Veil - Young Disciples – Road to Freedom | [ 1 ]  |
| 1993 | Suede – Suede                                                  | - Apache Indian – No Reservations - The Auteurs – New Wave - Gavin Bryars – Jesus' Blood Never Failed Me Yet - Dina Carroll – So Close - PJ Harvey – Rid of Me - New Order – Republic - Stereo MCs – Connected - Sting – Ten Summoner's Tales - Stan Tracey – Portraits Plus | [ 2 ]  |
| 1994 | M People – Elegant Slumming                                    | - Blur – Parklife - Ian McNabb – Head Like A Rock - Shara Nelson – What Silence Knows - Michael Nyman – The Piano Concerto/MGV - The Prodigy – Music for the Jilted Generation - Pulp – His 'n' Hers - Take That – Everything Changes - Therapy? – Troublegum - Paul Weller – Wild Wood | [ 3 ]  |
| 1995 | Portishead – Dummy                                             | - Guy Barker – Into the Blue - Elastica – Elastica - PJ Harvey – To Bring You My Love - Leftfield – Leftism - James MacMillan – Seven Last Words from the Cross - Van Morrison – Days Like This - Oasis – Definitely Maybe - Supergrass – I Should Coco - Tricky – Maxinquaye | [ 4 ]  |
| 1996 | Pulp – Different Class                                         | - War Child – Help - Black Grape – It's Great When You're Straight... Yeah - Peter Maxwell Davies/BBC Philharmonic – The Beltane Fire / Caroline Mathilde - Manic Street Preachers – Everything Must Go - Mark Morrison – Return of the Mack - Oasis – (What's the Story) Morning Glory? - Courtney Pine – Modern Day Jazz Stories - Underworld – Second Toughest in the Infants - Norma Waterson – Norma Waterson            | [ 5 ]  |
| 1997 | Roni Size/Reprazent – New Forms                                | - The Chemical Brothers – Dig Your Own Hole - Beth Orton – Trailer Park - Primal Scream – Vanishing Point - The Prodigy – The Fat of the Land - Radiohead – OK Computer - Spice Girls – Spice - Suede – Coming Up - John Tavener – Svyati - Mark-Anthony Turnage – Your Rockaby | [ 4 ]  |
| 1998 | Gomez – Bring It On                                            | - 4hero – Two Pages - Asian Dub Foundation – Rafi's Revenge - Eliza Carthy – Red Rice - Catatonia – International Velvet - Cornershop – When I Was Born for the 7th Time - Massive Attack – Mezzanine - Propellerheads – Decksandrumsandrockandroll - Pulp – This Is Hardcore - John Surman – Proverbs & Songs - The Verve – Urban Hymns - Robbie Williams – Life thru a Lens                                                 | [ 4 ]  |
| 1999 | Talvin Singh – Ok                                              | - Thomas Adès – Asyla - Denys Baptiste – Be Where You Are - Black Star Liner – Bengali Bantam Youth Experience! - Blur – 13 - The Chemical Brothers – Surrender - Faithless – Sunday 8PM - Manic Street Preachers – This Is My Truth Tell Me Yours - Beth Orton – Central Reservation - Kate Rusby – Sleepless - Stereophonics – Performance and Cocktails - Underworld – Beaucoup Fish                                       | [ 6 ]  |
| 2000 | Badly Drawn Boy – The Hour of Bewilderbeast                    | - Richard Ashcroft – Alone with Everybody - Coldplay – Parachutes - M. J. Cole – Sincere - Death in Vegas – The Contino Sessions - The Delgados – The Great Eastern - Doves – Lost Souls - Helicopter Girl – How to Steal the World - Leftfield – Rhythm and Stealth - Nicholas Maw – Violin Concerto - Nitin Sawhney – Beyond Skin - Kathryn Williams – Little Black Numbers                                                 | [ 7 ]  |
| 2001 | PJ Harvey – Stories from the City, Stories from the Sea        | - Basement Jaxx – Rooty - Elbow – Asleep in the Back - Goldfrapp – Felt Mountain - Gorillaz – Gorillaz (nomination withdrawn at the request of the band) - Ed Harcourt – Here Be Monsters - Tom McRae – Tom McRae - Radiohead – Amnesiac - Susheela Raman – Salt Rain - Super Furry Animals – Rings Around the World - Turin Brakes – The Optimist LP - Zero 7 – Simple Things                                                | [ 9 ]  |
| 2002 | Ms. Dynamite – A Little Deeper                                 | - Guy Barker – Soundtrack - The Bees – Sunshine Hit Me - David Bowie – Heathen - The Coral – The Coral - Doves – The Last Broadcast - The Electric Soft Parade – Holes in the Wall - Gemma Hayes – Night on My Side - Beverley Knight – Who I Am - Roots Manuva – Run Come Save Me - Joanna MacGregor – Play - The Streets – Original Pirate Material                                                                         | [ 10 ] |
| 2003 | Dizzee Rascal – Boy in da Corner                               | - Athlete – Vehicles and Animals - Eliza Carthy – Anglicana - Coldplay – A Rush of Blood to the Head - The Darkness – Permission to Land - Floetry – Floetic - Soweto Kinch – Conversations with the Unseen - Lemon Jelly – Lost Horizons - The Thrills – So Much for the City - Martina Topley-Bird – Quixotic - Radiohead – Hail to the Thief - Terri Walker – Untitled                                                     | [ 11 ] |
| 2004 | Franz Ferdinand – Franz Ferdinand                              | - Basement Jaxx – Kish Kash - Belle & Sebastian – Dear Catastrophe Waitress - Jamelia – Thank You - Keane – Hopes and Fears - Snow Patrol – Final Straw - Joss Stone – The Soul Sessions - The Streets – A Grand Don't Come for Free - Ty – Upwards - Amy Winehouse – Frank - Robert Wyatt – Cuckooland - The Zutons – Who Killed...... The Zutons?                                                                           | [ 12 ] |
| 2005 | Antony and the Johnsons – I Am a Bird Now                      | - Bloc Party – Silent Alarm - Coldplay – X&Y - Hard-Fi – Stars of CCTV - Kaiser Chiefs – Employment - KT Tunstall – Eye to the Telescope - M.I.A. – Arular - Maxïmo Park – A Certain Trigger - Polar Bear – Held on the Tips of Fingers - Seth Lakeman – Kitty Jay - The Go! Team – Thunder, Lightning, Strike - The Magic Numbers – The Magic Numbers                                                                        | [ 13 ] |
| 2006 | Arctic Monkeys – Whatever People Say I Am, That's What I'm Not | - Isobel Campbell e Mark Lanegan – Ballad of the Broken Seas - Editors – The Back Room - Guillemots – Through the Windowpane - Richard Hawley – Coles Corner - Hot Chip – The Warning - Muse – Black Holes & Revelations - Zoe Rahman – Melting Pot - Lou Rhodes – Beloved One - Scritti Politti – White Bread Black Beer - Sway – This Is My Demo - Thom Yorke – The Eraser                                                  | [ 14 ] |
| 2007 | Amy Winehouse – Back to Black                                  | - Arctic Monkeys – Favourite Worst Nightmare - Basquiat Strings with Seb Rochford – Basquiat Strings - Bat for Lashes – Fur and Gold - Dizzee Rascal – Maths + English - Maps – We Can Create - New Young Pony Club – Fantastic Playroom - Fionn Regan – The End of History - Jamie T – Panic Prevention - The View – Hats Off to the Buskers - Klaxons – Myths of the Near Future - Young Knives – Voices of Animals and Men | [ 15 ] |
| 2008 | Elbow – The Seldom Seen Kid                                    | - Adele – 19 - British Sea Power – Do You Like Rock Music? - Burial – Untrue - Estelle – Shine - The Last Shadow Puppets – The Age of the Understatement - Laura Marling – Alas, I Cannot Swim - Neon Neon – Stainless Style - Robert Plant & Alison Krauss – Raising Sand - Portico Quartet – Knee Deep In The North Sea - Radiohead – In Rainbows - Rachel Unthank and the Winterset – The Bairns                           | [ 16 ] |
| 2009 | Speech Debelle – Speech Therapy                                | - Bat for Lashes – Two Suns - Florence and the Machine – Lungs - Friendly Fires – Friendly Fires - Glasvegas – Glasvegas - Lisa Hannigan – Sea Sew - The Horrors – Primary Colours - The Invisible – The Invisible - Kasabian – West Ryder Pauper Lunatic Asylum - La Roux – La Roux - Led Bib – Sensible Shoes - Sweet Billy Pilgrim – Twice Born Men                                                                        | [ 17 ] |
| 2010 | The xx – xx                                                    | - Biffy Clyro – Only Revolutions - Corinne Bailey Rae – The Sea - Dizzee Rascal – Tongue n' Cheek - Foals – Total Life Forever - I Am Kloot – Sky at Night - Kit Downes Trio – Golden - Laura Marling – I Speak Because I Can - Mumford & Sons – Sigh No More - Paul Weller – Wake Up the Nation - Villagers – Becoming a Jackal - Wild Beasts – Two Dancers                                                                  | [ 18 ] |
| 2011 | PJ Harvey – Let England Shake                                  | - Adele – 21 - Anna Calvi – Anna Calvi - Elbow – Build a Rocket Boys! - Everything Everything – Man Alive - Ghostpoet – Peanut Butter Blues & Melancholy Jam - Gwilym Simcock – Good Days At Schloss Elmau - James Blake – James Blake - Katy B – On a Mission - King Creosote & Jon Hopkins – Diamond Mine - Metronomy – The English Riviera - Tinie Tempah – Disc-Overy                                                     | [ 19 ] |
| 2012 | Alt-J – An Awesome Wave                                        | - Ben Howard – Every Kingdom - Django Django – Django Django - Field Music – Plumb - Richard Hawley – Standing at the Sky's Edge - Michael Kiwanuka – Home Again - Lianne La Havas – Is Your Love Big Enough? - Sam Lee – Ground of its Own - The Maccabees – Given to the Wild - Plan B – ill Manors - Roller Trio – Roller Trio - Jessie Ware – Devotion                                                                    |        |
| 2013 | James Blake – Overgrown                                        | - Arctic Monkeys – AM - David Bowie – The Next Day - Disclosure – Settle - Foals – Holy Fire - Jake Bugg – Jake Bugg - Jon Hopkins – Immunity - Laura Marling – Once I Was an Eagle - Laura Mvula – Sing to the Moon - Rudimental – Home - Savages – Silence Yourself - Villagers – {Awayland} |        |
| 2014 | Young Fathers – Dead                                           | - Anna Calvi – One Breath - Bombay Bicycle Club – So Long, See You Tomorrow - Damon Albarn – Everyday Robots - East India Youth – Total Strife Forever - FKA twigs – LP1 - GoGo Penguin – V2.0 - Jungle – Jungle - Kate Tempest – Everybody Down - Nick Mulvey – First Mind - Polar Bear – In Each and Every One - Royal Blood – Royal Blood                                                                                  |        |
| 2015 | Benjamin Clementine – At Least for Now                         | - Aphex Twin – Syro - Gaz Coombes – Matador - C Duncan – Architect - Eska – Eska - Florence and the Machine – How Big, How Blue, How Beautiful - Ghostpoet – Shedding Skin - Róisín Murphy – Hairless Toys - Slaves – Are You Satisfied? - SOAK – Before We Forgot How to Dream - Wolf Alice – My Love Is Cool - Jamie xx – In Colour                                                                                         |        |
| 2016 | Skepta – Konnichiwa                                            | - Anohni – Hopelessness - Bat for Lashes – The Bride - David Bowie – Blackstar - Jamie Woon – Making Time - Kano – Made in the Manor - Laura Mvula – The Dreaming Room - Michael Kiwanuka – Love & Hate - Radiohead – A Moon Shaped Pool - Savages – Adore Life - The 1975 – I Like It When You Sleep, for You Are So Beautiful yet So Unaware of It - The Comet Is Coming – Channel the Spirits                              |        |
| 2017 | Sampha - Process                                               | - Alt-J – Relaxer - Blossoms – Blossoms - Dinosaur – Together, As One - Ed Sheeran – ÷ - Glass Animals – How to Be a Human Being - J Hus – Common Sense - Kate Tempest – Let Them Eat Chaos - Loyle Carner – Yesterday's Gone - Sampha – Process - Stormzy – Gang Signs & Prayer - The Big Moon – Love in the 4th Dimension - The xx – I See You                                                                              |        |